# Wolfgang Dauner/Diskografie

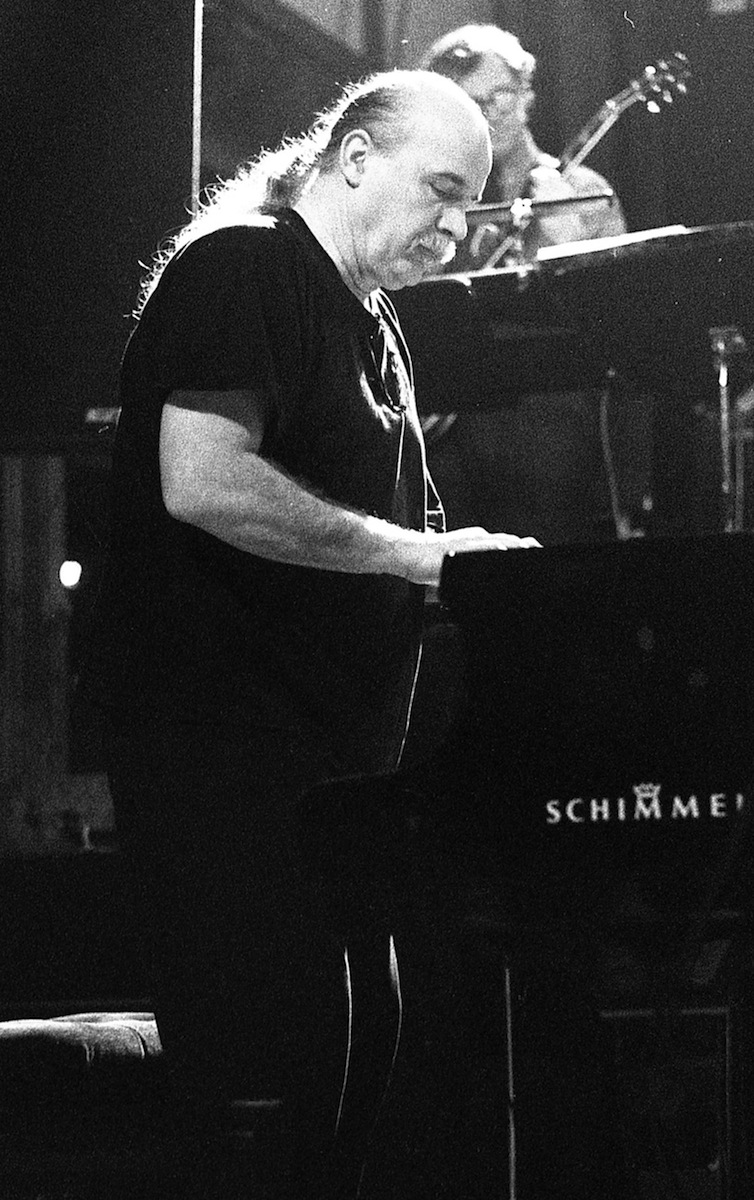
Wolfgang Dauner mit dem United Jazz and Rock Ensemble (1992)

Diese Diskografie ist eine Übersicht über die veröffentlichten Tonträger des deutschen Jazzpianisten, Keyboarders und Filmkomponisten Wolfgang Dauner. Sie enthält ausschließlich Veröffentlichungen für den deutschen Markt. Ausnahmen sind unter Anmerkungen aufgeführt.

## Hinweise zur Nutzung
Die Art der Tonträger und die Bestellnummern beziehen sich auf die Erstveröffentlichungen. Die Jahreszahl zeigt das Erstveröffentlichungsjahr an.
Die Seite führt die Daten aus Wolfgang Dauners Webseite bei discogs, die Angaben zur Diskografie auf der Seite des Musikers selbst, sowie einiger weiterer Quellen zusammen.

## Aufnahmen
| Jahr | Interpret | Album                                                                                              | Format, Musiklabel                                             | Anmerkungen |
| ---- | --- | -------------------------------------------------------------------------------------------------- | -------------------------------------------------------------- | --- |
| 1962 | Joki Freund Quintett                                                                                                  | Yogi Jazz                                                                                          | LP, CBS 62273                                                  | mit Joki Freund, Eberhard Weber, Karl Theodor Geier, Peter Baumeister (20. November 1963, Walldorf Tonstudio) |
| 1962 | Various | Jazz Studio Nr. 1                                                                                  | LP, Saba SB 15003                                              | mit fünf Titeln des Wolfgang Dauner Trios (Wolfgang Dauner, Götz Wendlandt, Kurt Bong) (Januar 1962) |
| 1964 | Wolfgang Dauner Trio                                                                                                  | Dream Talk                                                                                         | LP, CBS S 62478                                                | mit Eberhard Weber, Fred Braceful (14. September 1964, Studio Villa Berg, Stuttgart) |
| 1964 | Various | Piano x 4                                                                                          | LP, Saba SB 15035                                              | mit drei Titeln des Wolfgang Dauner Quartetts (Wolfgang Dauner, Eberhard Weber, Charly Antolini, Joki Freund) (2. April 1964, Saba Tonstudio, Villingen) |
| 1964 | Wolfgang Dauner | Schokoladen-Dixie, Edelkakao-Cha-Cha, Praliné-Blues, Schwarzer-Herren-Fox                          | 3 7"-Flexi-Discs, Stollwerck                                   | Drei Werbesingles des Schokoladenherstellers Stollwerck mit vier Kompositionen Wolfgang Dauners |
| 1967 | Wolfgang Dauner Trio                                                                                                  | Klavier-Feuer – 12 Welterfolge                                                                     | LP, CBS S 62986                                                | mit Eberhard Weber, Pierre Favre |
| 1967 | Joki Freund Quintett + Harald Leipnitz                                                                                | Amerika (Europa?) ich rede dich an!                                                                | LP, Electrola SME 74215                                        | mit Joki Freund, Wolfgang Dauner, Emil Mangelsdorff, Eberhard Weber, Peter Baumeister, Harald Leipnitz |
| 1967 | Wolfgang Dauner | Free Action                                                                                        | LP, Saba SB 15095                                              | mit Jean-Luc Ponty, Gerd Dudek, Eberhard Weber, Jürgen Karg, Mani Neumeier, Fred Braceful (2. Mai 1967, Saba Tonstudio, Villingen) |
| 1967 | Jean-Luc Ponty | Sunday Walk                                                                                        | LP, Saba SB 15139                                              | Wolfgang Dauner: Piano (Juni 1967, Saba Tonstudio, Villingen) |
| 1967 | Various | Die Jazz-Werkstatt ’67                                                                             | LP, NDR 599 865                                                | nur ein Titel: Wolfgang Dauner: Sketch Up and Down*er (mit Gerd Dudek, Jean-Luc Ponty, Eberhard Weber, Fred Braceful – Schlagzeug) (NDR Studio, 1967) |
| 1969 | Fred van Hove / Wolfgang Dauner                                                                                       | Requiem for Che Guevara / Psalmus Spei                                                             | LP, MPS 15205                                                  | eine Plattenseite: Psalmus Spei mit Wolfgang Dauner, Manfred Schoof, Gerd Dudek, Jürgen Karg, Eberhard Weber, Fred Bracefull, Chor der Kantorei an St. Martin unter Klaus Martin Ziegler (10. November 1968, Kirche am Südstern, Berlin)                                                                      |
| 1969 | Albert Mangelsdorff                                                                                                   | Albert Mangelsdorff and His Friends                                                                | LP, MPS 15210                                                  | nur ein Titel mit Wolfgang Dauner: Piano (16. Januar 1969, Stuttgart) |
| 1969 | German Allstars | In Südamerika Live at the Domicile                                                                 | DoLP, CBS S 66217                                              | mit Ack van Rooyen, Manfred Schoof, Albert Mangelsdorff, Rudi Fuesers, Emil Mangelsdorff, Gerd Dudek, Heinz Sauer, Rolf Kühn, Willi Johanns, Günter Lenz, Ralf Hübner, (19. Januar 1969, Domicile, München)                                                                                                   |
| 1969 | Dauner – Braceful – Karg – Weber                                                                                      | Für..........                                                                                      | LP, CALIG 30603                                                | mit Wolfgang Dauner, Eberhard Weber, Jürgen Karg, Fred Braceful (29. April 1969, Tonstudio Bauer, Ludwigsburg) |
| 1969 | Wolfgang Dauner Quintett                                                                                              | The Oimels                                                                                         | LP, MPS 15248                                                  | mit Wolfgang Dauner, Eberhard Weber, Roland Wittich, Pierre Cavalli, Siegfried Schwab |
| 1969 | Various | Die Jazz-Werkstatt ’69                                                                             | LP, NDR 654 057                                                | nur ein Titel: Wolfgang Dauner: Impressions of Sounds for Piano and Band (mit Allan Botschinsky, Torolf Mølgaard, Lee Konitz, Cecil Payne, Claes Rosendahl, Heinz Sauer, Attila Zoller, Barre Phillips, Stu Martin) (NDR Studio, NDR Jazzworkshop # 56, 29. März 1968)                                        |
| 1970 | Wolfgang Dauner | Output                                                                                             | LP, ECM 1006                                                   | mit Fred Braceful, Eberhard Weber (15. September und 1. Oktober 1970, Tonstudio Bauer, Ludwigsburg) |
| 1970 | Wolfgang Dauner – Reinhold Finkbeiner                                                                                 | Musica Sacra Nova II                                                                               | LP, Schwann 602                                                | mit Wolfgang Dauner: Beobachtungen (Eberhard Weber, Albert Mangelsdorff, Fred Braceful, Vokalensemble Kassel) |
| 1970 | Wolfgang Dauner Group                                                                                                 | Rischka’s Soul                                                                                     | LP, CTR 15081                                                  | mit Wolfgang Dauner, Eberhard Weber, Roland Wittich, Fred Braceful, Siegfried Schwab (28. November 1969, Tonstudio Bauer, Ludwigsburg) |
| 1970 | Various | Piano Selection                                                                                    | LP, Session SES 12000                                          | Wolfgang Dauner Quartett: Take the Coltrane (mit Joki Freund, Eberhard Weber, Charly Antolini, Wolfgang Dauner) (2. April 1964, Saba Tonstudio, Villingen) |
| 1970 | Robin Kenyatta | Girl from Martinique                                                                               | LP, ECM 1008                                                   | mit Wolfgang Dauner: Hohner Clavinet, Piano, Arild Andersen, Fred Braceful (30. Oktober 1970, Tonstudio Bauer, Ludwigsburg) |
| 1970 | Wolfgang Dauner Trio                                                                                                  | Music Zounds                                                                                       | LP, MPS 15270                                                  | mit Eberhard Weber, Roland Wittich (Februar 1970, MPS Studio, Villingen) |
| 1970 | Wolfgang Dauner Trio                                                                                                  | Sun Is Rising / A Day in a Life                                                                    | 7" Single, MPS 3114                                            | mit Eberhard Weber, Roland Wittich (Februar 1970, MPS Studio, Villingen) |
| 1970 | Various | Internationales New Jazz Meeting auf Burg Altena                                                   | 2LP, JG 21/22                                                  | mit einem Titel des Wolfgang Dauner Trios (Eberhard Weber, Fred Braceful, Wolfgang Dauner) (27. Juni 1970 in Altena) |
| 1970 | Various | Remembering ‘70                                                                                    | 2LP, JG 24/25                                                  | Wolfgang Dauner Trio: Summertime (Eberhard Weber, Fred Braceful, Wolfgang Dauner) (1970) |
| 1970 | Don Paulin | Time Tuner                                                                                         | LP, Liberty LBS 83 421                                         | mit Wolfgang Dauner |
| 1971 | Et Cetera | Et Cetera                                                                                          | LP, Global 6306 901                                            | mit Wolfgang Dauner, Eberhard Weber, Roland Wittich, Fred Braceful, Siegfried Schwab |
| 1971 | German All Stars | Live at the Domicile                                                                               | 2LP, MPS 3321279-3                                             | mit Günter Lenz, Ralf Hübner, Wolfgang Dauner, Emil Mangelsdorff, Gerd Dudek, Heinz Sauer, Michel Pilz, Albert Mangelsdorff, Rudi Fuesers, Ack van Rooyen, Manfred Schoof, Willi Johanns |
| 1971 | Masahiko Sato – Wolfgang Dauner                                                                                       | Pianology                                                                                          | LP, Express ETP-9030                                           | nur in Japan veröffentlicht |
| 1971 | Rolf Kühn Jazzgroup                                                                                                   | Devil in Paradise                                                                                  | LP, MPS 2021078-2                                              | mit Albert Mangelsdorff, Alan Skidmore, Joachim Kühn, Wolfgang Dauner, Eberhard Weber, Tony Oxley |
| 1971 | Don „Sugarcane“ Harris, Jean-Luc Ponty, Nipso Brantner, Michal Urbaniak                                               | New Violin Summit                                                                                  | LP, MPS 3321285-8                                              | Wolfgang Dauner: Keyboards, Electronic Devices, Terje Rypdal, Neville Whitehead, Robert Wyatt |
| 1971 | Iris, Inri, Pencil and Psalm                                                                                          | Rischka’s Light Faces                                                                              | LP, CTR 34694                                                  | mit Wolfgang Dauner, Eberhard Weber, Roland Wittich, Fred Braceful, Siegfried Schwab |
| 1971 | Various | MPS Sound ’71                                                                                      | 2LP, MPS 13502                                                 | Wolfgang Dauner Trio: Blue Light (von der LP Zounds) |
| 1972 | Wolfgang Dauner’s Et Cetera                                                                                           | Knirsch                                                                                            | LP, MPS 2121432-2                                              | mit Günter Lenz, Jon Hiseman, Fred Braceful, Larry Coryell, Wolfgang Dauner |
| 1972 | Don ‚Sugarcane‘ Harris                                                                                                | Sugar Cane’s Got the Blues                                                                         | LP, MPS 2121283-1                                              | mit Wolfgang Dauner: Keyboards, Electronic Devices, Volker Kriegel/Terje Rypdal, Neville Whitehead, Robert Wyatt |
| 1972 | Various | Altena 1972                                                                                        | 2LP, JG 32/33                                                  | mit einem Stück vom Auftritt von Et Cetera beim 3. Internationalen New Jazz Meeting auf der Burg Altena, Juni 1972 |
| 1973 | Wolfgang Dauner’s Et Cetera                                                                                           | Live                                                                                               | 2LP, MPS 2921754-2                                             | mit Matthias Thurow, Lala Kovacev, Fred Braceful, Jürgen Schmidt-Oehm, Wolfgang Dauner |
| 1973 | Ack van Rooyen, Sigi Schwab, Horst Jankowski, Herb Geller, Åke Persson, Wolfgang Dauner, Erik van Lier, Bobby Gutesha | Rockin’ Bach Dimensions                                                                            | LP, MPS 2121658-6                                              | |
| 1973 | Various | Stop My Brain!                                                                                     | LP, MPS 1021688-8                                              | Wolfgang Dauner Quintett: A Day in the Life |
| 1974 | Hans Koller Free Sound feat. Wolfgang Dauner                                                                          | Kunstkopfindianer                                                                                  | LP, MPS 2122019-2                                              | mit Adelhard Roidinger, Zbigniew Seifert, Janusz Stefański, Wolfgang Dauner |
| 1974 | Various | Get in Touch                                                                                       | LP, MPS 1022011-7                                              | Et Cetera: Sun |
| 1975 | Klaus Weiss | Drum Box                                                                                           | LP, MPS 2022534-8                                              | Wolfgang Dauner: Piano, Fender-Piano |
| 1975 | Sigi Busch, Charlie Mariano, Wolfgang Dauner, Ed Kröger, Kasper Winding                                               | Age of Miracles                                                                                    | LP, MPS 2022451-1                                              | |
| 1975 | Piano Conclave | Palais Anthology                                                                                   | LP, MPS 2022786-3                                              | mit Martial Solal, Joachim Kühn, George Gruntz, Jasper van’t Hof, John Lee, Alphonse Mouzon, Wolfgang Dauner, Gordon Beck |
| 1976 | Various | Die Jazz-Werkstatt ’76                                                                             | LP, NDR 0666 796                                               | Wolfgang Dauner: Der Urschrei |
| 1976 | Various | Jazz Gala Concert                                                                                  | LP, Atlantic ATL 50.277                                        | Wolfgang Dauner: Keyboards |
| 1976 | Hans Koller & Wolfgang Dauner                                                                                         | Free Sound & Super Brass                                                                           | LP, MPS DC 22 795-2                                            | mit Rudolf Josel, Janusz Stefanski, Günter Lenz, Wolfgang Dauner, Hans Koller, Albert Mangelsdorff, Erich Kleinschuster, Garney Hicks, Roy Deuvall, Conny Jackel, Ernst Lamprecht, Friedrich Hujer, Herbert Joos, Kenny Wheeler, Robert Demmer, Robert Politzer                                               |
| 1976 | Dieter Süverkrüp – Wolfgang Dauner                                                                                    | Das Auto Blubberbumm                                                                               | LP, Pläne K 20 903                                             | Musiker: Volker Kriegel, Eberhard Weber, Jörg Gebhardt, Wolfgang Dauner, Albert Mangelsdorff, Ack van Rooyen. Sprecher: Christel König, Dieter Eppler, Dieter Süverkrüp, Erwin Scherschel, Hans-Jörg Assmann, Hans Timerding, Heide Rohweder, Inge Brandenburg, Karl Friedrich, Peter Schmitz, Wolfgang Höper |
| 1976 | Kollektiv Rote Rübe                                                                                                   | Presents Lieder und Szenenausschnitte aus „Bravo-Bravo“, „Frauenpower“, „Terror“ und „Viva Italia“ | LP, Trikont US 14                                              | nur auf zwei Titeln: Wolfgang Dauner: Piano, Synthesizer, Saxophon mit Albert Mangelsdorff, Volker Kriegel, Ack van Howen, Howard Johnson |
| 1976 | Christiane Knauf + Fredrik Vahle                                                                                      | Der Fuchs                                                                                          | LP, Pläne K 20 902                                             | Wolfgang Dauner: Synthesizer |
| 1976 | Perry Robinson / Hans Kumpf                                                                                           | Free Blacks (Clarinet-Duos)                                                                        | LP, AKM 002                                                    | Wolfgang Dauner: Synthesizer |
| 1977 | United Jazz + Rock Ensemble                                                                                           | Live Im Schützenhaus                                                                               | LP, Mood 22666                                                 | mit Ian Carr, Ack van Rooyen, Albert Mangelsdorff, Charlie Mariano, Barbara Thompson, Wolfgang Dauner, Volker Kriegel, Eberhard Weber, Jon Hiseman |
| 1977 | Various | Die Jazz-Werkstatt ’77                                                                             | LP, NDR 0666 864                                               | United Jazz+Rock Ensemble: Bebop Rock |
| 1977 | Volker Kriegel & Mild Maniac Orchestra                                                                                | Octember Variations                                                                                | LP, MPS 68.147                                                 | Wolfgang Dauner: Synthesizer |
| 1977 | Lok Kreuzberg | Mountain Town                                                                                      | LP, Pläne 99 105                                               | Wolfgang Dauner: Piano |
| 1978 | Martin Kolbe + Ralf Illenberger                                                                                       | Waves                                                                                              | LP, Mood 22900                                                 | Wolfgang Dauner: Piano |
| 1978 | United Jazz + Rock Ensemble                                                                                           | Teamwork                                                                                           | LP, Mood 22999                                                 | mit Ian Carr, Wolfgang Dauner, Jon Hiseman, Albert Mangelsdorff, Volker Kriegel, Barbara Thompson, Ack van Rooyen, Kenny Wheeler, Eberhard Weber |
| 1978 | Wolfgang Dauner | Changes                                                                                            | LP, Mood 23333                                                 | |
| 1978 | Volker Kriegel | Volker Kriegel & Mild Maniac Orchestra                                                             | LP, Goethe-Institut Z 139                                      | Wolfgang Dauner: Piano, Clavinet, Synthesizer Promotion Sampler zu einer Tournee Volker Kriegels durch elf afrikanische Staaten, durchgeführt und unterstützt durch das Goethe-Institut und die Deutsche Welle.                                                                                               |
| 1979 | Martin Kolbe + Ralf Illenberger                                                                                       | Colouring The Leaves                                                                               | LP, Mood 23700                                                 | Wolfgang Dauner: Piano, Clavinet, Co-Produzent |
| 1979 | Zbigniew Seifert | We’ll Remember Zbiggy                                                                              | LP, Mood 24500                                                 | nur auf einem Titel mit der Radio Jazz Group Stuttgart unter Wolfgang Dauner: Piano |
| 1979 | Friedemann | The Beginning of Hope                                                                              | LP, Zweitausendeins 23640                                      | Wolfgang Dauner: Piano |
| 1979 | Albert Mangelsdorff                                                                                                   | A Jazz Tune I Hope                                                                                 | LP, MPS 0068.212                                               | Wolfgang Dauner: Piano |
| 1979 | United Jazz + Rock Ensemble                                                                                           | The Break Even Point                                                                               | LP, Mood 23600                                                 | mit Ian Carr, Wolfgang Dauner, Jon Hiseman, Albert Mangelsdorff, Volker Kriegel, Barbara Thompson, Ack van Rooyen, Kenny Wheeler, Eberhard Weber, Charlie Mariano |
| 1979 | Wolfgang Dauner | Grandison (Filmmusik)                                                                              | LP, Zweitausendeins 23400                                      | mit Manfred Hoffbauer, Hanspeter Weber, Jörg Gebhard, Wolfgang Dauner, Soundtrack zu dem dt./frz. Spielfilm „Grandison“ (Regie: Achim Kurz) mit Marlène Jobert, Jean Rochefort und Helmut Qualtinger. |
| 1979 | Michael and Friends                                                                                                   | Michael and Friends                                                                                | LP, Biber 6020                                                 | nur auf einem Titel: Wolfgang Dauner: Piano |
| 1980 | Kolbe Illenberger Dauner                                                                                              | Live KID                                                                                           | LP, Mood 24000                                                 | |
| 1980 | Family of Percussion & Guests                                                                                         | Sunday Palaver                                                                                     | LP, Någarå mix 1018-n                                          | nur auf vier Titeln Wolfgang Dauner: Oberheim Polyphone 4 Voice, Synthesizer, Piano, Fender Rhodes |
| 1981 | Wolfgang Dauner, Rainer Gansera                                                                                       | Das darfste nicht so eng sehen / I, Me, Us, We                                                     | 7" Single, Metronome 0901.032                                  | aus dem Soundtrack „Rosi und die große Stadt“, ein Film mit Jango Edwards, Kerstin Müller, Gerhard Polt |
| 1981 | Anne Haigis | For Here Where The Life Is                                                                         | LP, Mood 24800                                                 | Wolfgang Dauner: Piano, Synthesizer, Produzent |
| 1981 | United Jazz + Rock Ensemble                                                                                           | Live in Berlin                                                                                     | 2LP, Mood 28628                                                | mit Ian Carr, Wolfgang Dauner, Jon Hiseman, Albert Mangelsdorff, Volker Kriegel, Barbara Thompson, Ack van Rooyen, Eberhard Weber, Charlie Mariano, Kenny Wheeler |
| 1981 | Herrgottsax | Seibold Seiergesichts Sündige Saxofone                                                             | LP, Eigelstein ES 2013                                         | Wolfgang Dauner: Piano |
| 1981 | The String Summit | One World In Eight                                                                                 | LP, MPS 0068.275                                               | mit John Blake, Didier Lockwood, Krzesimir Dębski, Ack van Rooyen, Wolfgang Dauner: Piano, Synthesizer, Abdul Wadud, Christian Escoudé, Harry Pepl, Barre Phillips, Bo Stief, Pierre Favre, Fredy Studer. Aufnahmen vom SWF New Jazz Meeting, November 1980                                                   |
| 1982 | Anne Haigis | Fingernails                                                                                        | LP, Mood 28632                                                 | Wolfgang Dauner: Electric Piano, Synthesizer |
| 1982 | Volker Kriegel | Volker Kriegel                                                                                     | LP, Amiga 855955                                               | Wolfgang Dauner: Synthesizer |
| 1982 | United Jazz + Rock Ensemble                                                                                           | Zwischenbilanz – Das Beste aus den Jahren 1977-1981                                                | LP, Mood 28637                                                 | |
| 1983 | Dauner Mangelsdorff                                                                                                   | Two Is A Company                                                                                   | LP, Mood 28634                                                 | |
| 1983 | Wolfgang Dauner | Solo Piano                                                                                         | LP, Mood 28635                                                 | |
| 1984 | Manfred Schoof Orchester                                                                                              | Reflections                                                                                        | LP, Mood 28641 LP, Amiga 856060                                | Wolfgang Dauner: Piano |
| 1984 | United Jazz + Rock Ensemble                                                                                           | United Live Opus Sechs                                                                             | LP, Mood 28642                                                 | mit Charlie Mariano, Eberhard Weber, Jon Hiseman, Volker Kriegel, Wolfgang Dauner, Barbara Thompson, Albert Mangelsdorff, Ian Carr, Ack van Rooyen, Johannes Faber |
| 1985 | Kolbe – Illenberger – Dauner                                                                                          | KID – Second Step                                                                                  | LP, Mood 28646 CD, Mood 33601                                  | Wolfgang Dauner: Piano, Keyboards |
| 1986 | Friedemann | Voyager In Expanse                                                                                 | CD, in-akustik INAK 860CD                                      | Wolfgang Dauner: Piano |
| 1986 | Albert Mangelsdorff                                                                                                   | Hot Hut                                                                                            | LP, Musikant 1C 066-1471151                                    | Wolfgang Dauner: Piano |
| 1986 | Konstantin Wecker | Wieder Dahoam                                                                                      | LP, Polydor 831263-1 CD, Polydor 831263-2 MC, Polydor 831263-4 | Wolfgang Dauner: Keyboards |
| 1986 | Wolfgang Dauner – Charlie Mariano                                                                                     | Meditation on a Landscape – Tagore                                                                 | LP, Mood 28657                                                 | mit Ernst Ströer |
| 1987 | Albert Mangelsdorff – Wolfgang Dauner                                                                                 | Moon at Noon                                                                                       | LP, Musikant 1C 066-1472811                                    | Wolfgang Dauner: Piano |
| 1987 | United Jazz + Rock Ensemble                                                                                           | Round Seven                                                                                        | LP, Mood 28656 CD, Mood 33606                                  | mit Johannes Faber, Ian Carr, Ack van Rooyen, Albert Mangelsdorff, Charlie Mariano, Barbara Thompson, Wolfgang Dauner, Volker Kriegel, Eberhard Weber, Jon Hiseman, sowie Florian Dauner |
| 1987 | Konstantin Wecker & die Band                                                                                          | Live in Austria                                                                                    | 2LP, Polydor 835256-1 2CD, Polydor 835256-2                    | mit u. a. Wolfgang Dauner: Synthesizer, Grand Piano, musikalische Leitung |
| 1987 | Anne Haigis | Highlights                                                                                         | CD, Mood 33607                                                 | Wolfgang Dauner: Keyboards |
| 1988 | Konstantin Wecker | Ganz schön Wecker                                                                                  | LP, Polydor 835966-1 CD, Polydor 835966-2                      | Wolfgang Dauner: Keyboards, musikalische Leitung |
| 1988 | Wolfgang Dauner – Charlie Mariano – Dino Saluzzi                                                                      | One Night in ’88                                                                                   | LP, Mood 28663 CD, Mood 22623                                  | |
| 1988 | Wolfgang Dauner | Zeitläufe                                                                                          | CD, Mood 007                                                   | |
| 1989 | Wolfgang Dauner – Charlie Mariano – Dino Saluzzi                                                                      | Pas de Trois                                                                                       | LP, Mood 28667 CD, Mood 22630                                  | |
| 1989 | Heiner Stadler | Retrospection                                                                                      | CD, Tomato 2696522                                             | mit u. a. Wolfgang Dauner: Piano (1974) |
| 1989 | Wolfgang Dauner – Wolfgang Haffner – Dieter Ilg – Volker Kriegel – Albert Mangelsdorff – Charlie Mariano              | Happy Birthday – 20. Geburtstag von Zweitausendeins                                                | 7" Single, Mood 37002                                          | |
| 1989 | Konstantin Wecker | Stilles Glück, Trautes Heim                                                                        | LP, Global 210331 CD, Global 260331                            | Wolfgang Dauner: Piano |
| 1990 | Konstantin Wecker | Live 1990                                                                                          | 2LP, Global 303999 2CD, Global 353999                          | Wolfgang Dauner: Piano, Keyboards |
| 1992 | Peter Giger, Family of Percussion & Friends                                                                           | Family Jewels                                                                                      | CD, Jazz Network 66.667                                        | nur auf einem Titel mit u. a. Wolfgang Dauner: Piano |
| 1992 | United Jazz + Rock Ensemble                                                                                           | Na Endlich! – Live In Concert                                                                      | CD, Mood 6382                                                  | mit Ian Carr, Charlie Mariano, Wolfgang Dauner, Albert Mangelsdorff, Jon Hiseman, Volker Kriegel, Albert Mangelsdorff, Barbara Thompson, Ack van Rooyen, Dave King, Kenny Wheeler |
| 1993 | Joy Fleming | Sentimental Journey ’93                                                                            | CD, Global 263017                                              | Wolfgang Dauner: Piano |
| 1994 | Various | Talkin’ Jazz Volume 2 (More Themes from the Black Forest)                                          | CD, Talkin’ Loud 523529-2                                      | Wolfgang Dauner: Take Off Your Shoes to Feel the Setting Sun |
| 1994 | Fredy Studer – Christy Doran                                                                                          | Half a Lifetime                                                                                    | CD, Unit Records UTR 4068                                      | nur ein Titel u. a. mit Wolfgang Dauner: Piano, Oberheim (1979) |
| 1994 | Wolfgang Dauner | Solo Piano 2                                                                                       | CD, Mood 6442                                                  | |
| 1996 | United Jazz + Rock Ensemble                                                                                           | Live Die Neunte Von United                                                                         | CD, Mood 6472                                                  | mit Albert Mangelsdorff, Ian Carr, Ack van Rooyen, Kenny Wheeler, Christof Lauer, Barbara Thompson, Wolfgang Dauner, Volker Kriegel, Dave King, Jon Hiseman |
| 1996 | Pete York’s Blue Jive Five                                                                                            | Live – Listen Here!                                                                                | CD, P 4001-2                                                   | |
| 1996 | Gary Windo | His Master’s Bones                                                                                 | CD, Cuneiform Rune 89                                          | nur auf zwei Titeln mit der Baden-Baden Workshop Band: Standfast, You Ain’t Gonna Know Me, ’Cause You Think You Know Me, Wolfgang Dauner: Synthesizer (1976) |
| 1996 | Wolfgang Dauner | Get Up and Dauner!                                                                                 | CD, MPS 533548-2                                               | Zusammenstellung aus dem MPS Repertoire |
| 1998 | Mangelsdorff Dauner Quintett                                                                                          | Hut ab!                                                                                            | CD, Mood 6532                                                  | mit Christof Lauer, Dieter Ilg, Wolfgang Haffner |
| 1998 | United Jazz + Rock Ensemble                                                                                           | The United Jazz + Rock Ensemble Plays Albert Mangelsdorff                                          | CD, Mood 6552                                                  | mit Ian Carr, Wolfgang Dauner, Jon Hiseman, Dave King, Charlie Mariano, Christof Lauer, Albert Mangelsdorff, Volker Kriegel, Barbara Thompson, Eberhard Weber, Kenny Wheeler |
| 1998 | Dauner – Mariano – Saluzzi                                                                                            | Live in Concert                                                                                    | CD, Mood 6572                                                  | |
| 1999 | United Jazz + Rock Ensemble                                                                                           | X                                                                                                  | CD, Mood 6582                                                  | mit Thorsten Benkenstein, Ian Carr, Wolfgang Dauner, Jon Hiseman, Dave King, Peter O’Mara, Christof Lauer, Albert Mangelsdorff, Ack van Rooyen, Barbara Thompson |
| 2000 | The German Jazz Masters                                                                                               | Old Friends                                                                                        | CD, ACT 9278-2                                                 | mit Eberhard Weber, Wolfgang Haffner, Wolfgang Dauner, Klaus Doldinger, Albert Mangelsdorff, Manfred Schoof |
| 2000 | Attila Zoller, Wolfgang Dauner, Ronnie Ross                                                                           | Night Bounce                                                                                       | CD, INMUS 20008                                                | Wolfgang Dauner: Piano (1964) |
| 2000 | Ack van Rooyen | Pictures from My Album of Friends, Volume 1                                                        | CD, Mood 6602                                                  | Wolfgang Dauner: Piano |
| 2000 | Various | Jazz im Gärtnerplatz 2000                                                                          | 2CD, Chaos CACD 8155                                           | Wolfgang Dauner, Albert Mangelsdorff: Danke, Hut Ab und Wendekreis Des Steinbocks |
| 2001 | United Jazz + Rock Ensemble                                                                                           | United Jazz + Rock Ensemble plays Wolfgang Dauner                                                  | CD, Mood 6652                                                  | mit Ack van Rooyen, Thorsten Benkenstein, Ian Carr, Albert Mangelsdorff, Charlie Mariano, Christof Lauer, Barbara Thompson, Wolfgang Dauner, Volker Kriegel, Peter O’Mara, Dave King, Jon Hiseman sowie Joyce Faber                                                                                           |
| 2001 | Wolfgang Dauner | Dauner zu House – Remixed                                                                          | CD, Mood 6662                                                  | Remixe von Wolfgang Haffner |
| 2001 | Wolfgang Dauner | Filmmusik                                                                                          | CD, Mood 6672                                                  | |
| 2003 | Various | Psychedelic Jazz – 16 Smoking Tunes                                                                | 2LP, Boutique 0688481 CD, Boutique 0688482                     | Wolfgang Dauner: UWIII |
| 2004 | Various | Forum West – Modern Jazz From West Germany 1962-1968                                               | 2LP, Sonar SK019LP 2CD, Sonar SK019CD                          | Wolfgang Dauner Trio: Ten Notices und Freefall, zusammengestellt von Jazzanova und Stephan Steigleder |
| 2006 | Zbigniew Seifert | Live in Hamburg 1978                                                                               | CD, Milo Records PJM 01                                        | mit NDR Big Band, Wolfgang Dauner, Charlie Mariano, Zbigniew Seifert, Branislav „Lala“ Kovacev nur in Polen erschienen |
| 2006 | Various | Soul Jazz                                                                                          | CD, Verve 060249837441                                         | Wolfgang Dauner Trio – Cubano Chant (1965) |
| 2006 | Colored Wolf | Blue.sing                                                                                          | CD, Mood 6772                                                  | Wolfgang Dauner: Piano |
| 2007 | Eberhard Weber | Stages Of A Long Journey                                                                           | CD, ECM 1920 / 1723518                                         | Wolfgang Dauner: Piano (2005) |
| 2007 | Interregionales Sinfonieorchester – Wolfgang Dauner – Franz Schubert                                                  | Der unvollendete Urschrei                                                                          | CD, Animato ACD6106                                            | Aufnahme im Rahmen des Interregionalen Jugendmusikfestival (IRO). Uraufführung und Weltersteinspielung Auftakt zum Urschrei von Wolfgang Dauner und Schuberts ’Unvollendeter’, Ltg. Prof. Wolfgang Gönnenwein.                                                                                                |
| 2010 | Wolfgang Dauner | Tribute to the Past                                                                                | LP, HGBS 20012 LP CD, HGBS 20012 CD                            | |
| 2012 | The United Jazz + Rock Ensemble Second Generation                                                                     | United 2                                                                                           | CD, Connector 59900-2                                          | Wolfgang Dauner: Grand Piano, Fender Rhodes, Produzent |
| 2014 | Dauner // Dauner | Dauner // Dauner                                                                                   | CD, Connector 59921-2                                          | Wolfgang Dauner: Piano, Keyboards, Fender Rhodes, EMS Synthi 100, Oberheim 4 Voice, Co-Produzent |
| 2016 | Various | Free at the German Jazz Festival 1966                                                              | 2CD, be-bop 6251-52 CD                                         | mit einem Titel des Wolfgang Dauner Trios, live am 30. April 1966, Jahrhunderthalle Frankfurt-Hoechst |
| 2016 | Dauner // Dauner | Elektronische Mythen                                                                               | CD, Connector 59934-2                                          | Aufnahme vom 20. Oktober 2015 im Rahmen der begleitenden Konzertreihe zur Ausstellung »I Got Rhythm. Kunst und Jazz seit 1920« im Kunstmuseum Stuttgart. |
| 2017 | Wolfgang Dauner | 80 Jahre – Das Jubiläumskonzert                                                                    | CD, Timba 4034677411544                                        | mit Larry Coryell, Jon Hiseman, Klaus Doldinger, The United Jazz + Rock Ensemble Second Generation, Manfred Schoof, Nils Wogram, Christoph Lauer, SWR-Produktion live im Theaterhaus Stuttgart am 23. und 24. Januar 2016                                                                                     |
| 2017 | Hans Koller Free Sound                                                                                                | Nome                                                                                               | CD, B.Free 6260 CD Bootleg                                     | Live in Köln 15. Mai 1974, Wolfgang Dauner: Keyboards |
| 2022 | Jean Luc Ponty & Wolfgang Dauner                                                                                      | Live at the Bern Jazz Festival 2011                                                                | LP, Edel/MPS 0217140MS1 CD, Edel/MPS 0217139MS1                | Live in Bern, Jazz Festival 2011 |